# Голік Анатолій Олексійович
Анато́лій Олексі́йович Го́лік (4 листопада 1939, Капитолівка, Ізюмський район, Харківська область — 21 липня 2019, Луцьк) — заслужений лісівник України, відмінник лісового господарства України, з квітня 1986 року по грудень 1999 року — генеральний директор державного об'єднання «Волиньліс».

## Життєпис
Народився 4 листопада 1939 року в селі Капитолівка Харківської області в родині військового СРСР та партійного діяча Олексія Голіка. Попри високе становище батька в ієрархії тодішньої влади, Голік молодший обрав собі не пов'язану з політикою та правоохоронною діяльністю професію, яка стала справою усього його життя. Після навчання у школі вступив до Львівського лісотехнічного інституту. В 1961 році отримав диплом інженера лісового господарства і був направлений на роботу у Волинську область.

## Кар'єра
Професійну діяльність розпочав у 1961 році. Спочатку був помічником лісничого Ківерцівського лісництва, а з 1962 по 1967 рік працював лісничим Рожищенського лісництва.
У 1967 році Анатолія Голіка призначають директором Маневицького лісогосподарства, де він пропрацював майже два десятиліття. За його керівництва на базі даного господарства було створено перший в Україні лісгоспівський консервний цех, один з перших цехів по виготовленню деревостружкових плит.
З квітня 1986 року по грудень 1999 року обіймав посаду генерального директора держоб'єднання «Волиньліс».
У 2000 році залишив посаду, але й далі працював у лісогосподарській сфері як старший інженер лісонасінницького центру в селі Гаразджа.

## Нагороди
- Орден Трудового Червоного Прапора та «Знак Пошани»
- Нагрудний знак «Відмінник лісового господарства України»
- Почесне звання «Заслужений лісівник України»